# 新和町立中石小学校
新和町立中石小学校（しんわちょうりつ なかいししょうがっこう）は、熊本県天草郡新和町中田（現・天草市）にあった小学校。

## 沿革
- 1875年（明治8年）6月 - 中田小学校創立
- 1875年（明治8年）8月 - 碇石小学校創立
- 1876年（明治9年） - 碇石小学校が碇石尋常小学校と改称
- 1878年（明治11年） - 中田小学校が中田尋常小学校と改称
- 1884年（明治17年） - 中田尋常小学校が尋常中田小学校と改称
- 1887年（明治20年） - 尋常中田小学校が中田尋常小学校と改称
- 1907年（明治40年） - 中田碇石尋常小学校と改称
- 1908年（明治41年） - 中田尋常高等小学校、碇石尋常高等小学校と改称
- 1910年（明治43年） - 中田尋常小学校、碇石尋常小学校と改称
- 1928年（昭和3年）4月1日 - 中田尋常高等小学校、碇石尋常高等小学校と改称
- 1941年（昭和16年） - 中田国民学校、碇石国民学校と改称
- 1947年（昭和22年） - 中田村立中田小学校、碇石村立碇石小学校と改称
- 1953年（昭和28年） - 中田村・碇石村組合立中石小学校と改称
- 1954年（昭和29年）11月1日 - 新和村立中石小学校と改称
- 1963年（昭和38年）4月1日 - 新和町立中石小学校と改称
- 2001年（平成13年） - 小宮地小学校、宮南小学校、大宮地小学校と統合し新和小学校となる